# Білий лелека (поїзд)
«Білий лелека» (оригінал назви — рос. Белый аист, біл. Белы бусел)  — швидкий фірмовий пасажирський потяг № 85/86 міждержавного сполученням Мінськ — Київ. Протяжність маршруту складає — 620 км.
Експлуатанти — Білоруська залізниця, Укрзалізниця. Власник — Білоруська залізниця.

## Історія
З 1 червня 2014 року потяг пришвидшили на 1 годину.
З квітня по травень 2019 потяг курсував через Бахмач і Сновськ.
З 16 березня 2020 скасований через закриття кордонів із-за пандемії коронавірусу.

## Інформація про курсування
Потяг «Білий лелека» курсує цілий рік, щоденно. На маршруті прямування зупиняється на 6 проміжних станціях. Потяг прямує на електротязі на ділянці Мінськ — Гомель, на тепловозній тязі на ділянці Гомель — Чернігів і знову на електротязі від Чернігова до Києва.
| Розклад руху потяга «Білий лелека» з 08.12.2019 | Розклад руху потяга «Білий лелека» з 08.12.2019 | Розклад руху потяга «Білий лелека» з 08.12.2019 | Розклад руху потяга «Білий лелека» з 08.12.2019 | Розклад руху потяга «Білий лелека» з 08.12.2019 |
| Час прибуття                                    | Час відправлення                                | Станція                                         | Час прибуття                                    | Час відправлення                                |
| ----------------------------------------------- | ----------------------------------------------- | ----------------------------------------------- | ----------------------------------------------- | ----------------------------------------------- |
| —                                               | 22:40                                           | Мінськ                                          | 08:38                                           | —                                               |
| 07:52                                           | —                                               | Київ                                            | —                                               | 21:34                                           |

Прикордонний і митний контроль для пасажирів потяга № 86/85 в Республіці Білорусь здійснюється на станції Терюха, в Україні — на станції Київ-Пасажирський з 21:09 до 21:34 при закритих дверях. У зв'язку з цим при продажу проїзних документів на потяг для пасажирів на проїзному документі, в довідках, в відповідних автоматизованих системах з продажу проїзних документів вказується час відправлення потяга з Києва о 21:09, замість 21:34. Пасажири, які не здійснили посадку у вагони до 21:09 (за київським часом) до потяга не допускаються.

## Схема потяга
До складу потяга зазвичай входить 6-14 вагонів. У складі є плацкартні, купейні вагони та вагон класу Люкс з двомісним розміщенням пасажирів. Залежно від класу, вагон класу Люкс і купе деяких вагонів обладнані телевізором. У вартість проїзду в фірмовому потязі «Білий лелека» включена вартість користування комплектом постільних речей. У вартість проїзду в вагонах класу Люкс та купе включена вартість набору харчування. Нумерація вагонів: з Мінська — з голови, з Києва — з хвоста потяга.
| Схема пасажирського потяга «Білий лелека»     | Схема пасажирського потяга «Білий лелека» | Схема пасажирського потяга «Білий лелека» | Схема пасажирського потяга «Білий лелека»                   |
| №                                             | Тип вагона                                | Маршрут сполучення                        | Примітка                                                    |
| --------------------------------------------- | ----------------------------------------- | ----------------------------------------- | ----------------------------------------------------------- |
| 1                                             | ПЛ                                        | Мінськ — Київ                             |                                                             |
| 2                                             | ПЛ                                        | Мінськ — Київ                             |                                                             |
| 3                                             | ПЛ                                        | Мінськ — Київ                             |                                                             |
| 4                                             | ПЛ                                        | Мінськ — Київ                             | Факультативний                                              |
| 5                                             | К                                         | Мінськ — Київ                             | Факультативний                                              |
| 6                                             | К                                         | Мінськ — Київ                             |                                                             |
| 7                                             | К                                         | Мінськ — Київ                             | Штабний вагон, з місцями для осіб з обмеженими можливостями |
| 8                                             | Л                                         | Мінськ — Київ                             |                                                             |
| 9                                             | К / ПЛ                                    | Мінськ — Київ                             | Факультативний                                              |
| 10                                            | К                                         | Мінськ — Київ                             | Факультативний                                              |
| 11                                            | К                                         | Мінськ — Київ                             | Факультативний                                              |
| 12                                            | К                                         | Мінськ — Київ                             | Факультативний                                              |
| 13                                            | К                                         | Мінськ — Київ                             | Факультативний                                              |
| 14                                            | К                                         | Мінськ — Київ                             | Факультативний                                              |
| Примітка: 2 склада ЛВЧ-1 Мінськ на ЕПТ з ЕЧТК |                                           |                                           |                                                             |

- Факультативні вагони включаються до складу потяга під час підвищеного попиту пасажирів.